# Comuna Pulîno-Huta, Cervonoarmiisk
Pulîno-Huta (în ucraineană Пулино-Гутська сільська рада) este o comună în raionul Cervonoarmiisk, regiunea Jîtomîr, Ucraina, formată din satele Cerneavka, Iasenivka și Pulîno-Huta (reședința).

## Demografie
Componența lingvistică a comunei Pulîno-Huta
     Ucraineană (99,01%)
     Alte limbi (0,99%)
Conform recensământului din 2001, majoritatea populației comunei Pulîno-Huta era vorbitoare de ucraineană (99,01%), existând în minoritate și vorbitori de alte limbi.